# Jérémy Clapin
Jérémy Clapin (París, 13 de febrero de 1974) es un cineasta y animador francés.

## Carrera
Clapin estudió en la Escuela Nacional Superior de las Artes Decorativas, laborando inicialmente como diseñador gráfico e ilustrador en algunas publicaciones escritas. En 2004 publicó su primer cortometraje animado, titulado Une histoire vertébrale, cuyos bocetos habían dibujado cuando cursaba sus estudios.
Su segundo cortometraje, Skhizein, fue estrenado en el año 2008. En esta producción, que fue nominada a un Premio César en la categoría de mejor cortometraje y que recibió una gran cantidad de premios y reconocimientos, Clapin ofició como director, guionista y animador. En 2012 estrenó su tercer corto, titulado Palmipedarium, creado con el software gratuito de animación Blender.
En 2019 estrenó su ópera prima, el largometraje animado Perdí mi cuerpo, basado en la novela Happy Hand de Guillaume Laurant. La película ganó numerosos premios, entre los que destacan el Gran Premio Nespresso en Cannes, el premio del púbico en el Festival Internacional de Cine de Animación de Annecy y una nominación a los Premios Óscar en la categoría de mejor película animada.

## Filmografía

### Cortometrajes
- 2004 : Une histoire vertébrale
- 2008 : Skhizein
- 2012 : Palmipedarium

### Largometrajes
- 2019 : Perdí mi cuerpo

## Premios y distinciones
Festival Internacional de Cine de Cannes
| Año  | Película             | Categoría              | Resultado |
| ---- | -------------------- | ---------------------- | --------- |
| 2019 | Premio de la Crítica | ¿Dónde está mi cuerpo? | Ganador   |